# Klaus Dibiasi
Klaus Dibiasi (n. 6 octombrie 1947, Hall în Tirol, Tirol, Austria) este un săritor în apă ce a reprezentat Italia, medaliat olimpic. A participat la 4 ediții ale Jocurilor Olimpice (1964, 1968, 1972, 1976) în care a câștigat 3 medalii de aur și două medalii de argint.